# Leucocelis triluterata
Leucocelis triluterata är en skalbaggsart. Leucocelis triluterata ingår i släktet Leucocelis och familjen Cetoniidae.

## Underarter
Arten delas in i följande underarter:
- L. t. vaneyeni
- L. t. upembana